# بخش نوکنده
بخش نوکنده یکی از بخش‌های شهرستان بندر گز مرکز اصلی شهر نوکنده در استان گلستان ایران است.
 ایسف چکوش  استاد موسیقی مازندرانی اهل نوکنده هست

## تقسیمات کشوری
- بخش نوکنده
  - دهستان بنفشه‌تپه
  - دهستان لیوان
  - دهستان کهنه کلباد

شهر: نوکنده
در تاریخ ۹ بهمن ۱۳۹۱ مرکز دهستان بنفشه‌تپه از شهر نوکنده به روستای جفاکنده تغییر یافت.

## جمعیت
بنابر سرشماری مرکز آمار ایران، جمعیت بخش نوکنده شهرستان بندرگز در سال ۱۳۸۵ برابر با ۱۵۱۳۹ نفر بوده است.